# Municipio de Jordan (Míchigan)
El municipio de Jordan (en inglés: Jordan Township) es un municipio ubicado en el condado de Antrim en el estado estadounidense de Míchigan. En el año 2010 tenía una población de 992 habitantes y una densidad poblacional de 10,87 personas por km².

## Geografía
El municipio de Jordan se encuentra ubicado en las coordenadas 45°4′15″N 85°2′46″O / 45.07083, -85.04611. Según la Oficina del Censo de los Estados Unidos, el municipio tiene una superficie total de 91.25 km², de la cual 90,87 km² corresponden a tierra firme y (0,41 %) 0,38 km² es agua.

## Demografía
Según el censo de 2010, había 992 personas residiendo en el municipio de Jordan. La densidad de población era de 10,87 hab./km². De los 992 habitantes, el municipio de Jordan estaba compuesto por el 97,48 % blancos, el 0,1 % eran afroamericanos, el 0,81 % eran amerindios, el 0,2 % eran de otras razas y el 1,41 % eran de una mezcla de razas. Del total de la población el 1,61 % eran hispanos o latinos de cualquier raza.